# NGC 4458
NGC 4458 је елиптична галаксија у сазвежђу Девица која се налази на NGC листи објеката дубоког неба.
Деклинација објекта је + 13° 14' 32" а ректасцензија 12h 28m 57,7s. Привидна величина (магнитуда) објекта NGC 4458 износи 11,8 а фотографска магнитуда 12,8. Налази се на удаљености од 17,062 милиона парсека од Сунца. NGC 4458 је још познат и под ознакама UGC 7610, MCG 2-32-82, CGCG 70-114, VCC 1146, Markarian chain, PGC 41095.